# Immunity
Immunity — англомовний термін — укр. Імунітет.
Immunity, Inc. — компанія-розробник програмних компонентів для створення засобів захисту, виявлення вразливих ділянок в мережевій інфраструктурі та контролю віддалених підключень. Компанія пропонує технології, створені з урахуванням сучасних вимог безпеки.
Продукти цієї компанії використовують державні установи, великі компанії, фірми та фахівці з інформаційної безпеки по всьому світу.

## Продукти компанії
Immunity SILICA-U — професійне середовище розробки інструментів тестування системи безпеки, що забезпечує створення надійної архітектури для програмного забезпечення з безпеки і тестувань продуктивності. Рішення підтримує Windows, Linux, Mac OS X і інші Python-платформи.
Immunity CANVAS — створений для розробників інструментів тестування систем безпеки на предмет проникнення потенційно небезпечних об'єктів та інших загроз. Рішення підходить для забезпечення безпеки WLAN-мереж.
Immunity Debugger — налагоджувач, такий саме, як OllyDbg, але з можливістю підключення скриптів на мові Python. Призначений для аналізу шкідливого ПЗ, і зворотної розробки бінарних файлів.